# Mikel Legarda
Mikel Legarda Uriarte, né le 12 décembre 1956, est un homme politique espagnol membre du Parti nationaliste basque (PNV).
Il est élu député de la circonscription d'Alava lors des élections générales de décembre 2015.

## Biographie

### Vie privée
Né dans le quartier d'Indautxu situé à Abando dans le sixième district de Bilbao, il réside à Vitoria-Gasteiz depuis les années 1980. Il est marié et père de deux enfants.

### Études et profession
Il réalise ses études à l'université de Deusto où il obtient une licence en droit. Après avoir réussi les concours d'accès, il devient assesseur juridique du gouvernement basque en mai 1983. En juillet 1991, il est nommé directeur des Transferts auprès de Joseba de Zubia alors conseiller à la Présidence, au Régime juridique et au Développement autonomique. Il conserve ses fonctions après le remaniement gouvernemental de 1995 mais son département est rattaché à la vice-présidence du gouvernement désormais dirigée par Juan José Ibarretxe. Quelques mois, plus tard, en octobre 1995, Mikel Legarda est promu directeur au Développement autonomique par Ibarretxe.

### Haut-fonctionnaire basque
Il adhère au PNV en 1997 et milite dans la section municipale de Abendaño-Gasteiz. Après l'investiture de Juan José Ibarretxe à la présidence du gouvernement basque, en janvier 1999, Mikel Legarda est nommé vice-conseiller à la Sécurité auprès du conseiller à l'Intérieur, Javier Balza. En juin 2006, il se réunit avec le ministre de l'Intérieur Alfredo Pérez Rubalcaba, le secrétaire d'État à la Sécurité Antonio Camacho, le directeur de la Ertzaintza Jon Uriarte et le directeur de la Police et de la Garde civile Joan Mesquida afin de traiter de la lutte contre le terrorisme au Pays basque. Il est révoqué en mai 2009, après dix ans de fonctions, par le nouveau lehendakari socialiste Patxi López qui est parvenu à renvoyer les nationalistes dans l'opposition parlementaire,.

### Au Congrès des députés
En septembre 2015, il est élu par l'assemblée territoriale du parti pour conduire la liste dans la circonscription d'Alava en vue des élections générales de décembre suivant. Sa candidature est ratifiée peu après par l'assemblée nationale du PNV et remplace ainsi Emilio Olabarría comme tête de liste. Legarda défend alors la volonté du président basque Iñigo Urkullu de négocier une réforme du statut d'autonomie de la région. Avec 28 353 voix et 15,82 % des suffrages exprimés, sa liste arrive en troisième position et remporte un des quatre mandats en jeu. Élu au Congrès des députés, il est porte-parole à la commission constitutionnelle, à la commission de la Justice, à celle de l'Intérieur et à la commission bicamérale chargée de la Sécurité nationale.
Il conserve son mandat après la tenue des élections législatives anticipées de juin 2016 et la majorité de ses responsabilités parlementaires. En mars 2017, il est choisi à l'unanimité pour présider la commission d'enquête relative à l'utilisation partisane des moyens du ministère de l'Intérieur par le ministre Jorge Fernández Díaz afin de rechercher d'éventuelles traces de corruption parmi les dirigeants indépendantistes catalans et l'ancienne Convergence démocratique de Catalogne. Après la démission de Pedro Azpiazu de son mandat parlementaire, Mikel Legarda le remplace comme porte-parole adjoint du groupe basque et intègre, à ce titre, la députation permanente en tant que suppléant.